# Thomas Auler
Thomas Auler (* 1. Februar 1959 in Osnabrück) ist ein deutscher Politiker (FDP) und war von 2006 bis 2011 Mitglied des rheinland-pfälzischen Landtages.

## Leben und Beruf
Thomas Auler besuchte von 1965 bis 1971 die Volksschule in Riesweiler und von 1971 bis 1973 die Hauptschule Simmern. Von 1973 bis 1975 folgte der Besuch der kaufmännischen Handelsschule Bingen. Darauf folgend wurde er bei der Polizei Rheinland-Pfalz angestellt. 1980 bis 1982 absolvierte er eine Ausbildung zum Kriminalbeamten. In den Jahren 1996/97 besuchte er die Fachoberschule und daran schloss sich ein Studium an der Fachhochschule für öffentliche Verwaltung Rheinland-Pfalz an. Von 1982 bis 2006 arbeitete er an verschiedenen Orten in Rheinland-Pfalz, zuletzt in Simmern. Nach seiner Zeit als Landtagsabgeordneter war der Kriminalhauptkommissar zunächst ab 2011 an der Landespolizeischule auf dem Flughafen Hahn beschäftigt, später dann bei der Landesleitstelle Kriminalprävention, die dem rheinland-pfälzischen Innenministerium angegliedert ist.

## Politik
Thomas Auler trat 1998 der FDP bei und wurde 2002 Vorsitzender des Kreisverbands Rhein-Hunsrück. 2004 wurde er Ortsbürgermeister in Riesweiler und Beigeordneter der damaligen Verbandsgemeinde Rheinböllen. Im gleichen Jahr wurde in den Kreistag des Rhein-Hunsrück-Kreises gewählt und dort Fraktionsvorsitzender seiner Partei.
Anfang 2006 wurde er Mitglied des rheinland-pfälzischen Landtages. Auler war für seine Fraktion im Innenausschuss, im Rechtsausschuss, in der Strafvollzugskommission, sowie im Wahlprüfungsausschuss als ordentliches Mitglied vertreten. In der Kommission beim Landesbeauftragten für den Datenschutz übte er das Amt als stellvertretender Vorsitzender aus. Sein Mandat endete nach der Landtagswahl 2011, da die FDP den Wiedereinzug in den Landtag verpasste. Bei der Landtagswahl 2016 trat er nochmals als Direktkandidat der FDP an und erreichte einen Stimmenanteil von 7,5 %.
Am 6. Mai 2012 trat Thomas Auler bei der Bürgermeisterwahl der Verbandsgemeinde Simmern als parteiloser Kandidat an. Sein Ziel war es, die Stichwahl am 20. Mai zu erreichen. Dieses verpasste er hingegen mit 19,61 % der Stimmen gegen seine Mitbewerber Michael Boos und Andreas Nikolay.
Ende 2013 übernahm Auler, der zu dieser Zeit auch stellvertretender FDP-Landesvorsitzender war, von Nicole Morsblech den Vorsitz des FDP-Bezirksverbands Eifel-Hunsrück, den er bis 2016 innehatte. Sein Nachfolger in dieser Funktion wurde Philipp Fernis. Im gleichen Jahr wurde Carina Konrad seine Nachfolgerin im FDP-Kreisvorsitz Rhein-Hunsrück.
Mit der Kommunalwahl 2019 schied Auler aus dem Kreistag Rhein-Hunsrück aus und verzichtete auch auf eine erneute Kandidatur als Bürgermeister von Riesweiler.

## Weblink
- Thomas Auler (Memento vom 18. Februar 2010 im Internet Archive)